# Bakhalt
Bakhalt är en svensk film från 1991 av Stefan & Krister, regisserad av Anders Wällhed. Filmen är en fortsättning till Hemkört.

## Handling
Sågverksägaren och kommunalrådet Hilding Andersson (Kent Andersson) är stolt över att bli förste svensk att föra Sverige med i EG (EU), att genom en affärsresa till Berlin göra en affär internationellt med tysken Fritz (Weiron Holmberg) – konstgjord snö; använda sågspån som snö (något som den tokige Birger (Krister Claesson) har hittat på och upplyst Hilding om), till den nya skidbacken som investerats från förra året istället för Augustinas önskemål om busskur.
Hilding bjuder tysken hem till lilla Buskaby i Halland, och Persson-bröderna Folke (Krister Claesson) och Ragnar (Stefan Gerhardsson) med flera gör sitt bästa för att tysken skall trivas i den svenska kulturen och inte behöva tappa intresset för varken den eller affären. Fritz tar även med sin kvinnliga partner (Helena Forsell), som visar sig vara veterinären från förra året, Folkes livs kärlek.

## Medverkande
- Folke (+ Birger) – Krister Claesson
- Ragnar (+ Olvert) – Stefan Gerhardsson
- Hilding – Kent Andersson
- Handlaren – Mats Ljung
- Augustina – Siv Karlsson
- Fritz Wolfgang (tysken) – Weiron Holmberg
- Lena – Helena Forsell
- Börje – Börje Brelid
- Sekreteraren – Berit Ström
- Journalisten – Eva-Lotta Bernström
- Servitören – Bernt Andersson
- Resenären – Niclas Carlsson
- Övriga: Anders Wällhed, Sven Slättengren, Jörgen Mörnbäck och hunden Priffe.